# 拜泽涅
拜泽涅，是匈牙利杰尔-莫雄-肖普朗州所辖的一个村。总面积30.03平方公里，总人口1436，人口密度47.8人/平方公里（2011年1月1日）。